# Omega Speedmaster
La Speedmaster est un modèle de chronographe de la marque horlogère suisse Omega. Elle est connue pour avoir été l'une des deux montres officiellement portées sur la Lune (avec la Bulova Moon Pilot). Elle est aussi la seule montre à être approuvée pour la totalité des vols habités de la NASA. La Speedmaster fait encore partie de toutes les missions habitées programmées par la NASA.

## Histoire

### Origine

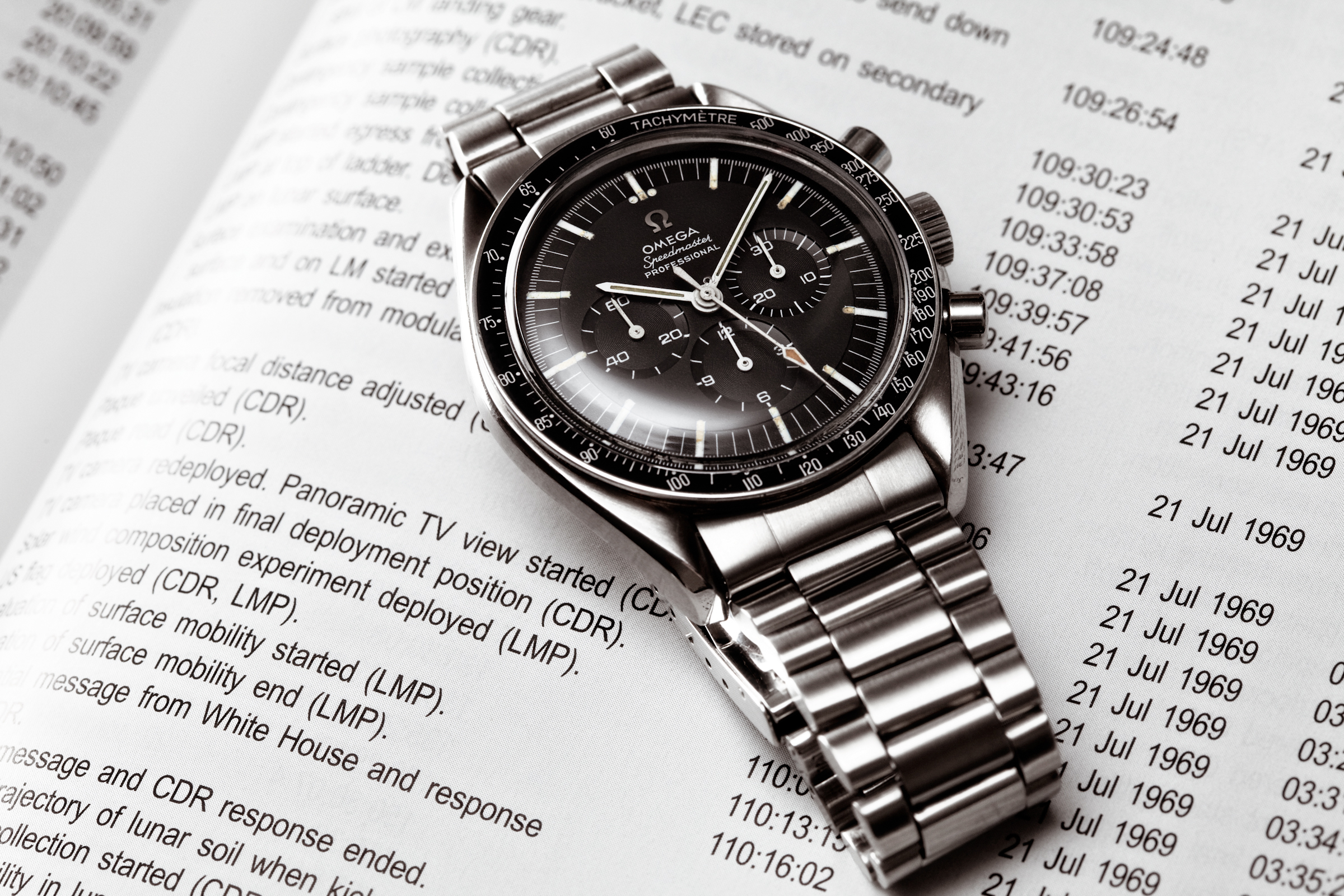
Vintage Omega Speedmaster 145.012-67.

Le nom de Speedmaster vient de la lunette à échelle tachymétrique du chronographe. La marque hésitait entre Chronomaster, Flightmaster, Speedmaster.
La première version du Speedmaster apparut en 1957, elle faisait partie d'un trio de nouveautés partageant un peu la même esthétique et la même technicité : Seamaster (sportive et étanche) et Railmaster (antimagnétique). Elle reposait sur le calibre 321 développé en 1941 par Lemania (rachetée sous le nom de « Nouvelle Lemania » par le groupe Swatch en 1999). Depuis son lancement, ce produit phare d'Omega a continué à être fabriqué sans discontinuité. En 2007, la marque a ainsi fêté le cinquantenaire du fameux chronographe en mettant plusieurs modèles en séries limitées sur le marché.

### Objectif Lune

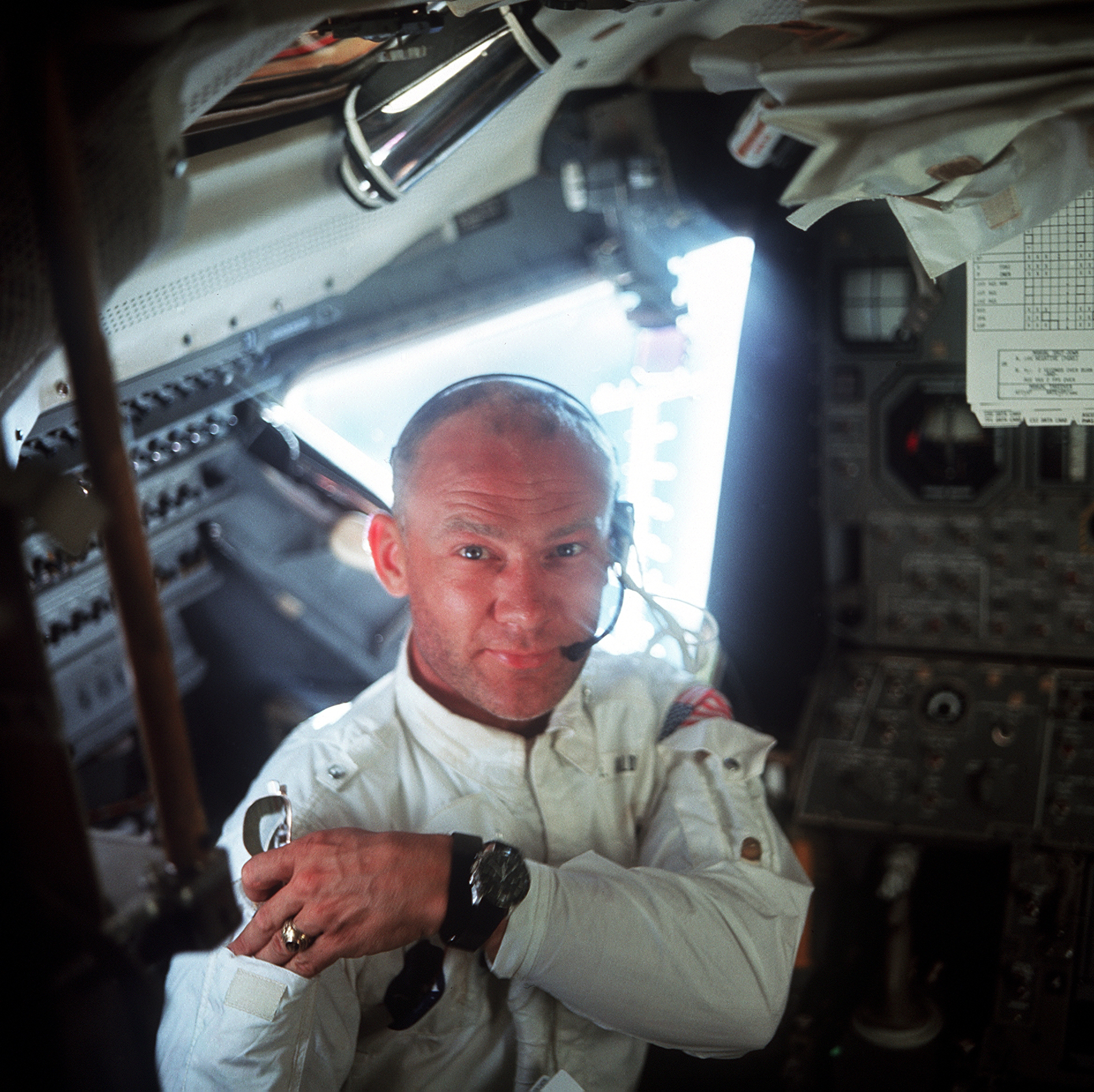
Buzz Aldrin avec sa Speedmaster lors de la mission Apollo 11.

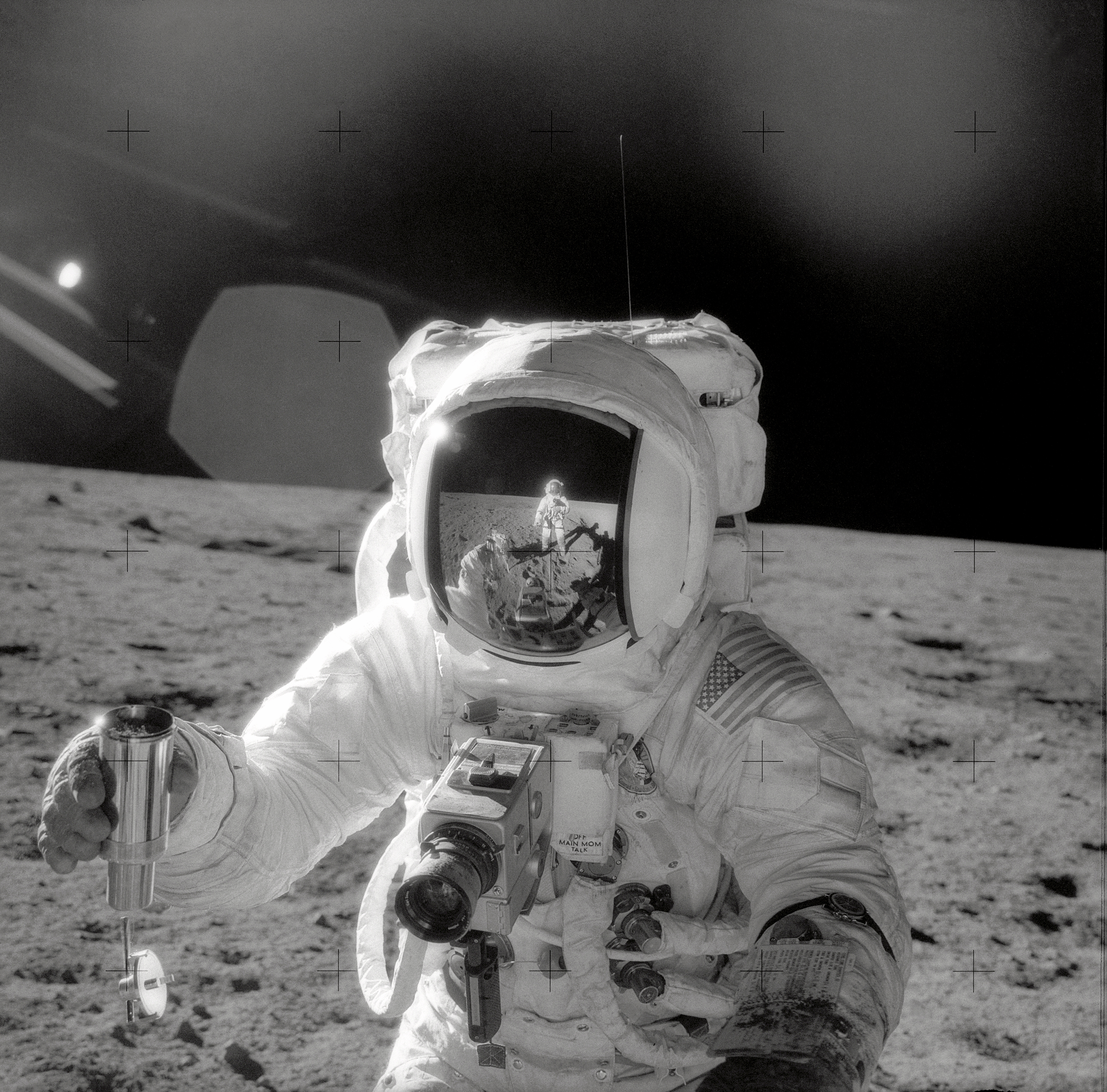
Speedmaster au bras gauche d'Alan Bean.

Dès la fin des années 1950, la conquête spatiale et la course que s'y livraient Américains et Soviétiques étaient devenues un centre d'intérêt mondial. Les premiers astronautes, qui demeuraient enfermés dans leur capsule (programme Mercury) utilisaient des montres courantes qui n'avaient pas à répondre à des exigences particulières.
Mais avec le programme Gemini, les astronautes étaient appelés à sortir de la capsule et il leur fallait un garde-temps autonome et capable de résister aux conditions spatiales.
En 1962, la NASA a commencé à tester des montres pouvant résister à des conditions extrêmes. Les tests étaient les suivants :
- Hautes températures : 48 heures à 71 °C suivi de 30 minutes à 93 °C.
- Basses températures : 4 heures à −18 °C.
- Cycles de température dans le vide : 15 cycles réchauffement à 71 °C pendant 45 minutes, suivi d'un refroidissement à −18 °C pendant 45 minutes à 10−6 atm.
- Humidité : 250 heures à des températures entre 20 °C et 71 °C à une humidité relative de 95%.
- Environnement riche en oxygène : 48 heures à 100% oxygène à 0,35 atm et 71 °C.
- Chocs : 6 chocs à 40 g sur une durée de 11 ms dans différentes directions.
- Accélération linéaire : de 1 à 7.25 g en 333 secondes.
- Vide : 90 minutes à 10−6 atm et 71 °C suivi de 30 minutes à 93 °C.
- Haute pression : 1,6 atm pendant une heure.
- Vibrations : 3 cycles de 30 minutes avec des vibrations variant de 5 à 2 000 Hz avec une accélération minimale de 8,8 g.
- Vibrations acoustiques : 30 minutes à 130 dB avec des sons de 40 à 10,000 Hz.

Plusieurs montres des marques les plus réputées s'affrontèrent. Finalement, seul le chronographe Speedmaster d'Omega passa l'ensemble des épreuves. Selon Alan A. Nelson qui a produit une étude qui fait autorité sur l'usage spatial du Speedmaster, la montre retenue par la NASA pour ses tests était un modèle du commerce, acheté dans un magasin de Houston au Texas.
En 1965, le Speedmaster fut choisi pour faire partie de l'équipement standard des missions humaines du programme Gemini. En fait, chaque astronaute portait deux Speedmaster pour « faciliter l'exécution de ses différentes tâches ». Vu ses performances, Omega fut de nouveau sélectionnée pour le programme Apollo. Mais cette fois, il y eut de très grosses pressions des industriels et de l'armée américaine en vue de favoriser un produit national. En particulier, la firme Bulova exerça un lobbying important (le Sénat y consacra plusieurs séances de commission) pour être préférée. Mais finalement, ce fut la firme suisse qui s'imposa malgré tout.
Son premier vol officiel a eu lieu dans le cadre de la mission Gemini 3 en mars 1965 (cependant elle a déjà été emportée auparavant à deux reprises lors du programme Mercury).
Le 21 juillet 1969, lors de la mission Apollo 11, le Speedmaster fut ainsi le premier garde-temps porté sur la Lune par Buzz Aldrin, le deuxième être humain à y avoir posé le pied. Neil Armstrong avait dû laisser le sien à bord du module lunaire en raison d'une panne de l'ordinateur de bord. Le Speedmaster d'Armstrong est conservé dans les coffres de la Nasa. Par contre, Aldrin s'est fait voler le sien et personne n'en a jamais trouvé la moindre trace. Les références exactes des Speedmaster portées par Aldrin et Armstrong sont désormais connues, à la suite du travail conjoint entre le Musée Omega et la NASA. Armstrong comme Aldrin se sont vu remettre chacun une Omega Speedmaster Professional ST105.012. En Suisse, dès le matin du 21 juillet, Omega célèbre l'événement en déclenchant une campagne publicitaire d'envergure (décoration de vitrines, slogan « Omega Speedmaster, la montre portée par les astronautes américains sur la Lune »).
Lors de la mission Apollo 13, à la suite d'une panne à bord du vaisseau spatial, la Speedmaster a également joué un rôle crucial, en permettant de chronométrer le temps exact (14 secondes) d'allumage des fusées de la capsule, afin de pouvoir rentrer dans l'atmosphère sans gaspiller l'énergie qui était à son niveau le plus juste. Les instruments électriques n'étant plus opérationnels, la Speedmaster a ainsi sauvé la vie des astronautes et reçu la plus haute distinction remise à un fournisseur externe de la NASA : la Silver Snoopy Award (en),.
En avril 1970 l'Américain Tom Stafford et le Soviétique Alexeï Leonov portent tous les deux une Speedmaster lors de leur rencontre lors de la mission Apollo-Soyouz.
Le marketing de la firme utilise cette image d'excellente fiabilité et produit encore aujourd'hui une copie du modèle original appelé « Moon Watch », « Flight-qualified by Nasa for all manned space missions The first watch worn on the Moon ».
De nombreuses Speedmaster commémoratives des missions Apollo ont été créées par Omega au fil des ans : Speedmaster Apollo séries avec le logo des missions Apollo (1997), Speedmaster missions Gemini series (1997), Speedmaster missions Skylab (1998) sur le cadran Speedmaster Apollo 11 20e anniversaire (1989), Speedmaster Apollo 11 25e anniversaire (1994), Speedmaster Apollo 11 30e anniversaire (1999), Speedmaster Apollo 11 35e anniversaire (2004), Speedmaster Apollo 11 40e anniversaire (2009), Speedmaster Apollo 11 45e anniversaire (2014), Speedmaster Apollo 13 Snoopy 45e anniversaire (2015), Speedmaster Apollo 15 35e anniversaire (2006), Speedmaster Apollo 15 40e anniversaire (2011), Speedmaster Apollo 17 40e anniversaire (2012), Speedmaster Apollo 11 50e anniversaire (2019) à noter une série spécialement réalisée à l'attention des membres de l'unité du RAID (police nationale) réalisé à 150 exemplaires en 2018.

### Un seul nom pour plusieurs montres

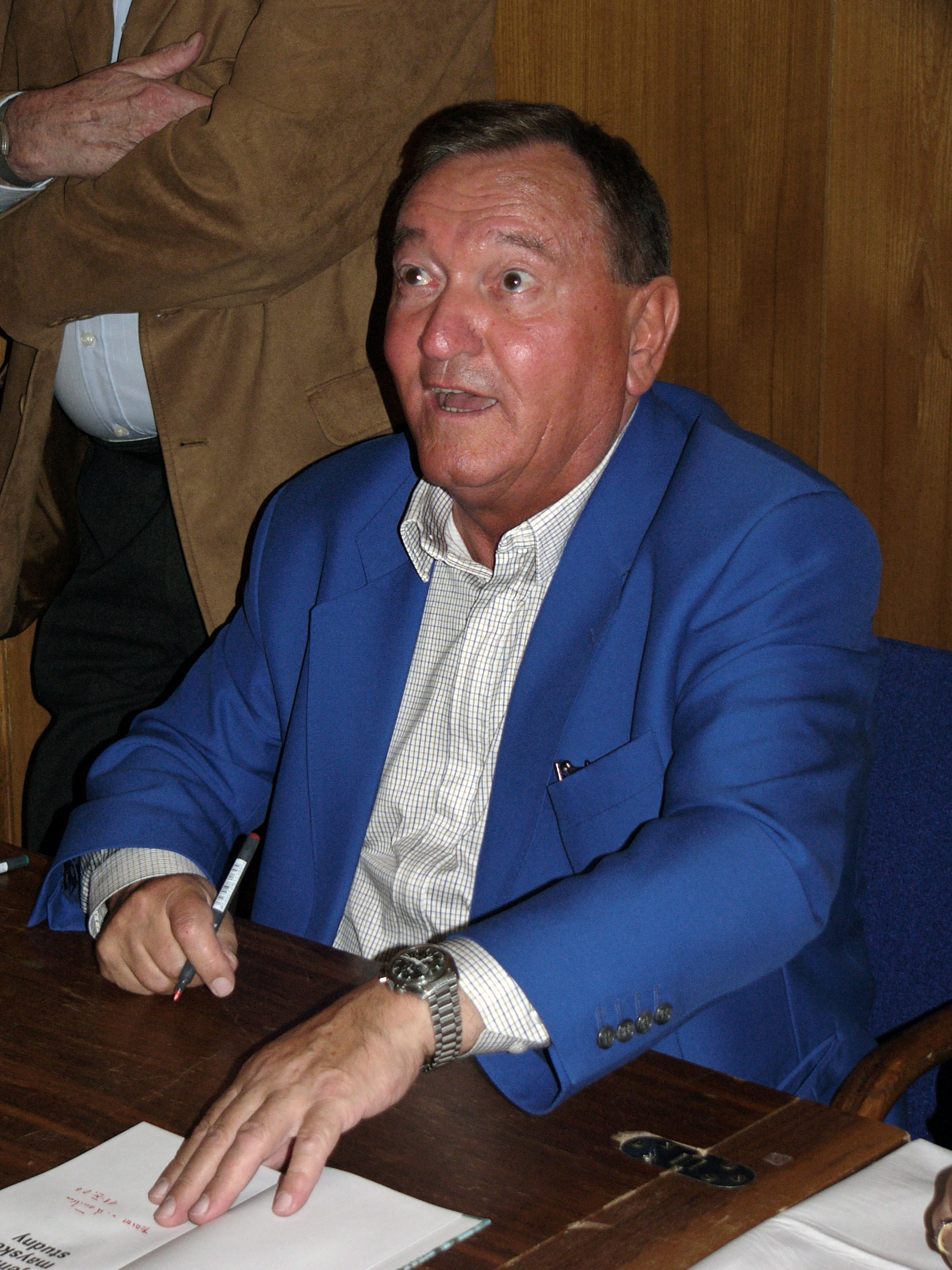
Omega Speedmaster au poignet de l'écrivain suisse Erich von Däniken.

Depuis sa première apparition, la Speedmaster a connu de nombreuses évolutions et elle a été déclinée en plusieurs « lignes » qui présentent de grandes différences non seulement esthétiques, mais également techniques : les calibres de la Speedmaster sont nombreux et assez différents. Par ailleurs, les caractéristiques des modèles incluent, ou non, un verre saphir bombé, un fond saphir, une certification COSC, un mouvement automatique, manuel ou encore le nouvel échappement coaxial.
On peut distinguer les lignes :
- Professional : la « montre de la Lune » est équipée d'un mouvement à remontage manuel uniquement, elle est déclinée en plusieurs modèles plus ou moins fidèles à l'original:
  - Calibre 321 : calibre original de la Speedmaster jusqu'en 1968, date à laquelle il a été remplacé par le no 861.
  - Calibre 861 : a équipé le chronographe depuis 1969.
  - Calibre 863 : version raffinée et plus luxueuse du no 861. Il équipe la plupart des versions commémoratives, avec fond transparent (exemple 3592.50).
  - Calibre 864 : version chronomètre COSC.
  - Calibre 867 : version « squelette » en 1992 (50 exemplaires)[12].
  - Calibre 1861 : calibre de la « Moon Watch » jusqu’en 2021. Utilisé depuis 1997 sur la version la plus proche de l'originale, avec le verre traditionnel plexiglas (hésalite).
  - Calibre 1863 : version raffinée et plus luxueuse que le no 1861. Il équipe la plupart des versions avec verre saphir et avec fond transparent (plus commode pour une utilisation quotidienne, car quasi inrayable).
  - Calibre 1866 : 1863 + complication Phase de lune.
  - Calibre 1869 : Calibre 1861 gravé au laser faisant apparaître la surface lunaire sur le modèle Dark Side of The Moon Apollo 8 (cadran et calibre)
  - Calibre 3861 à échappement coaxial (2019 sur l’édition limitée du 50ème[13], 2021 sur tous les modèles[14])
- Broad Arrow ;
- Legend ;
- Date ;
- Day Date ;
- Reduced ;
- etc.

## La MoonSwatch
En 2022, la marque Swatch collabore avec Omega et met sur le marché la MoonSwatch (en) une montre en biocéramique qui reprend l’apparence de la Speedmaster (boitier asymétrique, échelle tachymétrique, compteurs), mais avec un mouvement à quartz. Déclinée en onze modèles de couleurs différentes se référant aux planètes du système solaire, à la Lune et au Soleil, la MoonSwatch suscite un fort engouement lors de sa sortie sur le marché le 26 mars 2022.

## Technique

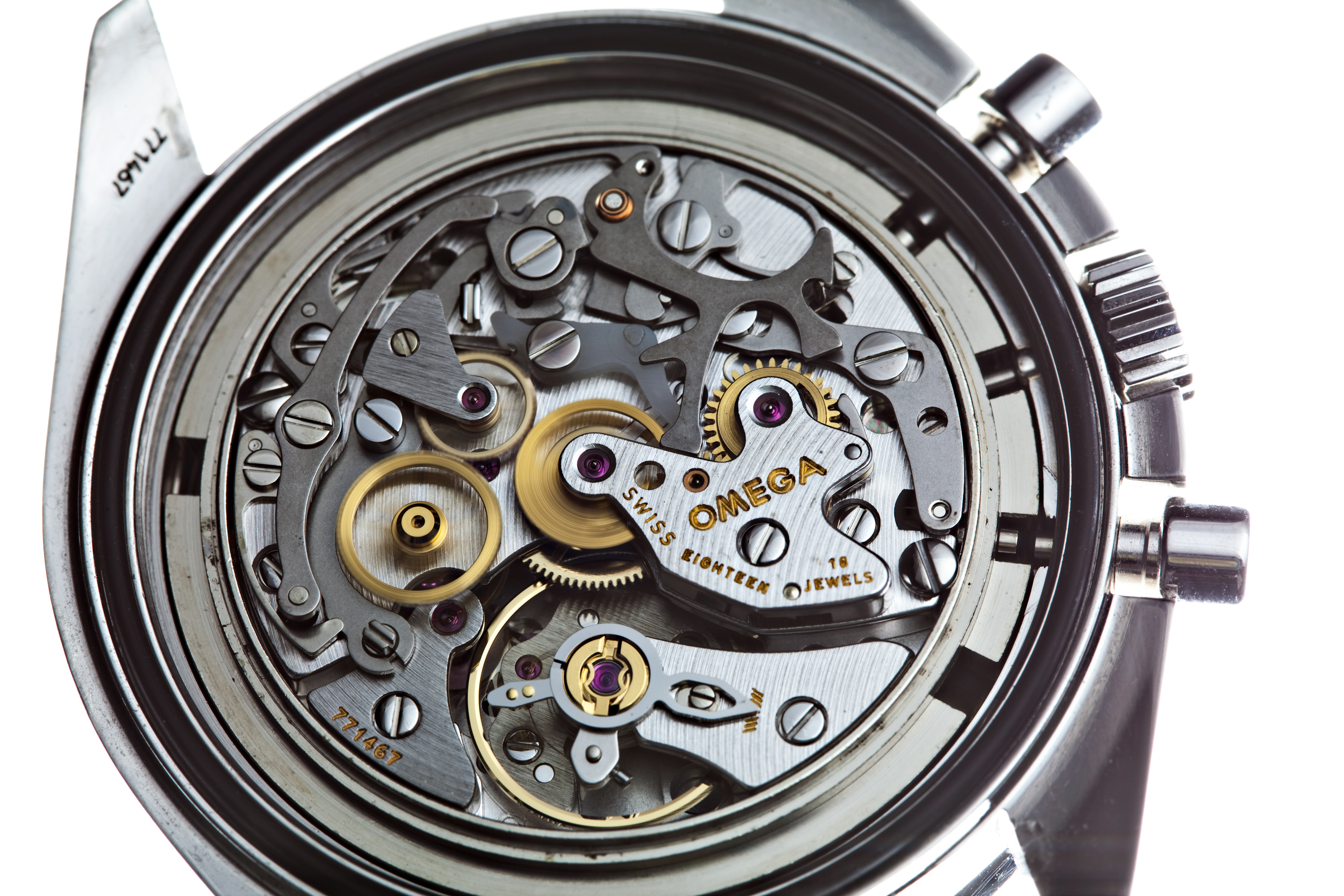
Mouvement Omega Cal. 1861.

Les collectionneurs de la « Montre de la Lune » sont nombreux. Plusieurs points font l'objet de polémiques récurrentes :
- Quel était le calibre du modèle porté par les astronautes d'Apollo XI en juillet 1969 ?
- L'évaluation du changement technique occasionné par le passage du calibre 321 au calibre 861.

À l'origine, en 1957, le Speedmaster était animé par le calibre 321 : Un mouvement dix sept rubis fonctionnant à 18 000 alternances par heure, doté d'une commande centrale du chronographe par roue à colonne et d'une réserve de marche de 44 heures. Ce mouvement est issu d'une collaboration entre Omega et Lemania : il a équipé les Speedmaster jusqu'en 1968. En 1969, Omega l'a remplacé par le calibre 861 (également d'origine Lemania) : un chronographe à commande centrale par navette (couramment appelée came). Il fut employé jusqu’en 2021, dans ses différentes évolutions : calibres 1861, 1863, 1866. Si premier modèle lunaire était encore équipé du calibre 321, dans les missions suivantes, ce calibre fut progressivement remplacé par le 861.
Bien qu'il reconnaisse que le calibre 861 soit esthétiquement moins réussi que le 321, Marco Richon affirme que le calibre 861 apportait plusieurs améliorations sur l'ancien modèle :
- une fréquence plus élevée (21 600 A/h[18] contre 18 000 A/h) obtenue par un changement du balancier, ce qui augmente la précision[19].
- la simplification du mécanisme (navette contre roue à colonne), ce qui induit une amélioration de la fiabilité, de la robustesse, de la durée de vie, un fonctionnement plus doux, et un assemblage plus aisé.

Le calibre 321 est reconstruit à l’identique début 2019 à l’issue d’un projet de deux ans connu sous le nom d’« Alaska 11 ».
Depuis 2021, le calibre 1861 est abandonné au profit du 3861 à échappement co-axial et certification METAS.